# Сесто-Сан-Джованні
Се́сто-Сан-Джова́нні (італ. Sesto San Giovanni) — місто та муніципалітет в Італії, у регіоні Ломбардія,  метрополійне місто Мілан.
Сесто-Сан-Джованні розташоване на відстані близько 490 км на північний захід від Рима, 9 км на північний схід від Мілана.
Населення — 81 490 осіб (2014).
Щорічний фестиваль відбувається 24 червня. Покровитель — святий Іван Хреститель.

## Демографія
Населення за роками:

Станом на 1 січня 2023 року в муніципалітеті офіційно проживало 13 060 іноземців з 127 країн, серед них 1750 громадян країн Євросоюзу та 707 громадян України.

## Сусідні муніципалітети
- Брессо
- Бругеріо
- Чинізелло-Бальсамо
- Колоньо-Монцезе
- Мілан
- Монца